# Bangkal (Binangun)
Bangkal is een bestuurslaag in het regentschap Cilacap van de provincie Midden-Java, Indonesië. Bangkal telt 2034 inwoners (volkstelling 2010).